# 12 علامة للحب (مسلسل كوري جنوبي)
12 علامة للحب (باللغة الكورية: 일년에 열두남자) هو مسلسل تلفزيوني كوري جنوبي من إنتاج عام 2012. وهو من بطولة يون جين سيو وأون جو وان. عرض على قناة تي في أن في الفترة من 15 فبراير إلى 5 أبريل عام 2012 يومي الأربعاء والخميس في الساعة 23:00 (بتوقيت كوريا الجنوبية). يبلغ عدد حلقات المسلسل 16 حلقة. المسلسل الكوميدي الرومانسي هذا مبني على الرواية الألمانية لعام 2005 بعنوان (Zwölf Männer hat das Jahr) لمارتينا باورا.

## المشاركون بالعمل
- يون جين سيو بدور نا مي رو
- أون جوو-هيي بدور تشا جين-اوه
- جو جون هي بدور بارك تان يا [3]
- كيم دا هيونغ بدور جو هيونغ وو
- كيم جين وو بدور دور وون بين
- جوليان كانغ بدور أليكس
- بارك سانغ ميون بدور دونغ غون
- كوانغ سو في بدور شي هوو
- لي يونغ وو بدور لي يون
- كيم جونغ مين بدور المدير جوو
- تشوي هيون-وو بدول الساحر
- سونغ يي بدور كوان وو
- بارك جي وو بدور كانغ سو
- بارك جي إيل بدور تشان سونغ
- تشوي سو رين بدور ميشيل جانغ
- باي جو رين بدور أوه هاي را
- يانغ غويم سيوك بدور اوه يون سون

## وصلات خارجية
- 12 علامة للحب على هانسينما
- 12 علامة للحب  في قاعدة بيانات الأفلام على الإنترنت (بالإنجليزية)